# Béatrice de Andia
Béatrice de Andia (Madrid, 17 de septiembre de 1933-Azay-le-Rideau, Francia, 16 de octubre de 2024) fue una historiadora y escritora española, así como una personalidad del mundo de la cultura en Francia y miembro del club de los exploradores franceses. Desarrolló la mayor parte de su carrera profesional en París. También participó en la creación de los jardines del castillo de la Chatonnière, en Azay-le-Rideau y en la preservación del patrimonio religioso vía el Observatorio del patrimonio religioso, asociación que  fundó en 2006.

## Biografía
Béatrice de Andia fue hija de Manuel González de Andia y Talleyrand Perigord, marqués de Villahermosa, duque de Dino y de Sagan, y de Mercedes de Elio (hija de Lucio de Elio, conde de Casa Real de la Moneda). A los cuatro años, atravesó una infección viral de la poliomielitis. Su ascendencia francesa por parte de su abuela paterna la vincula con la familia de Talleyrand Perigord, cuyo miembro más emblemático es su tío abuelo quinto, Charles Maurice de Talleyrand. Poseedora de la doble ciudadanía francesa y española.
Vivió su infancia en una mansión del siglo XVIII llamada el Pavillon Colombe, en la localidad de Saint Bris sous Foret, perteneciente a su tío abuelo y padrino Heli de Talleyrand Perigord, quien era un gran coleccionista de obras de arte, lo que la llevó a amar el arte de los jardines.
Obtuvo una licenciatura por el Sciences Po Paris (promoción de 1955), un doctorado en derecho urbanístico por la Universidad de París, un diploma de estudios superiores de ciencias políticas y un D.E.S. de derecho en Madrid. Fue admitida en el Colegio de Abogados de Madrid, y más tarde llevó a cabo un D.E.S. de arte y de arqueología por La Sorbona.
Después de unirse al estudio jurídico de su padre, decidió explorar el mundo en 1961, partiendo en un Citroën 2CV. Durante 14 años, visitó 156 países, dio cuatro veces la vuelta al mundo, incluyendo 19 visitas a la India.
En 1974, volvió a París, retomando su carrera legal con la Unesco; convirtiéndose luego en secretaria general de Vieilles maisons françaises (Antiguas Casas francesas) (1974-1978), y fue profesora en La Sorbona durante diez años. En 1977, fue nombrada directora ejecutiva de actividades artísticas en la alcaldía de París durante el mandato de Jacques Chirac. Durante 30 años, organizó 440 exposiciones en Francia y en el extranjero, e impulsó la publicación de 260 libros consagrados a la capital. Hasta la década de 2000, mantuvo su membresía de la Comisión del Viejo París.
Muy unida a la antigua provincia de Francia, Touraine, trabajó en la puesta en valor del castillo de la Chatonnière, en Azay-le-Rideau, desde 1986. Después de siete años de trabajo, Les jardins de la Chatonnière, fueron clasificados jardins remarquables (jardines notables). Además, creó la asociación Les Amis d’Azay-le-Rideau.
Fundó en 2006 el Observatorio del Patrimonio Religioso, una asociación cuyo objetivo es proteger y poner en valor, el patrimonio cultural francés.

## Honores
- 1991: Caballero de la Legión de Honor nombrada por el presidente François Mitterrand; Medalla de la Academia de Arquitectura[11]
- 1995: cruz de Oficial de la Ordre national du Mérite nombrada por Jean Leclant, secretario perpetuo de la Académie des inscriptions et belles-lettres[12]
- 1998: Premio Berger de la Académie des inscriptions et belles-lettres[13]
- 2001: Oficial de la Legión de Honor nombrada por Jean-Pierre Babelon, presidente de la Académie des inscriptions et belles-lettres
- 2002: Caballero de las Palmas Académicas nombrada por Jacques Treiffel, presidente de la 0rden Nacional de las Palmas Académicas
- 2008: Comendador de la Orden Nacional del Mérito de la República de Francia, nombrada por Jacques Chirac
- 2010: Dama de la Gran Cruz de la Orden Militar de la Flecha bajo la protección de San Sebastián de la Casa Real de Portugal[14]

## Algunas publicaciones
- Le Château d'Azay-le-Rideau, Chrystelle Laurent-rogowski et Béatrice de Andia, Editions du Patrimoine, 2017
- Le château d'Azay-le-Rideau, Béatrice de Andia, Éditions du Patrimoine, 2011
- Églises menacées, séance du 6 février 2008, Béatrice de Andia, Académie des Beaux Arts, 2008
- Paris, lieux de pouvoir et de citoyenneté, Béatrice de Andia, Action Artistique de la Ville de Paris, 2008
- Le Paris des centraliens. Bâtisseurs et entrepreneurs, de Jean-François Belhoste, Laetitia Bonnefoy, Sophie Morin, Béatrice de Andia, Action Artistique de la Ville de Paris, 2008
- Les Cathédrales du Commerce parisien: Grands Magasins et enseignes. Béatrice de Andia y Caroline François, Action Artistique de la Ville de Paris, 238 p. ISBN 2913246575, ISBN 9782913246577 2006
- Paris, lieux de pouvoir et de citoyenneté, Béatrice de Andia, Guy Berger et Hervé Robert, Action Artistique de la Ville de Paris, 2006
- Autour de la Madeleine, Frédéric d'Agay, Béatrice de Andia y Norbert Chales de Beaulieu, bajo la dirección de Bruno Centorame, prefacio de Bertrand Delanoë, Action Artistique de la Ville de Paris, 2005
- Les Orgues de Paris, bajo la dirección de Béatrice de Andia, prefacio de Bertrand Delanoë, y de Monseigneur André Vingt-Trois,  Action Artistique de la Ville de Paris, 300 p. 2005
- Paris et ses cafés, Béatrice de Andia, Georgina Letourmy, Courto, Action Artistique de la Ville de Paris, 2004
- Les musées parisiens, Histoire, architecture et décor, Béatrice de Andia, Action Artistique de la Ville de Paris, 2004
- Autour de Notre-Dame. Collection Paris et son patrimoine. Jean Favier, Alain Erlande-Brandenburg, Béatrice de Andia, Magalie Génuite, Erika Tober. Editor Action Artistique Ville Paris, 296 p. ISBN 2913246478, ISBN 9782913246478 2003
- Jardiner à Paris au temps des rois, Béatrice de Andia et Martine Constans, Action Artistique de la Ville de Paris, 2003
- La nouvelle Athènes: haut lieu du Romantisme. Collection Paris et son patrimoine: Les grandes themes. Bruno Centorame, Béatrice de Andia. Editor Action Artistique Ville Paris, 293 p. ISBN 2913246338, ISBN 9782913246331 2001
- Les parcs et les jardins dans l'urbanisme parisien, Béatrice de Andia y Simon Texier, Action Artistique de la Ville de Paris, 2001
- Les enceintes de Paris, limites et urbanisation, Béatrice de Andia, Action Artistique de la Ville de Paris, 2001
- Larousse Paris. Béatrice de Andia, Jean-Claude Brialy. Action artistique de la ville de Paris. Edición ilustrada de Larousse, 359 p. ISBN 2035850126, ISBN 9782035850126 2001
- Le XXe arrondissement: la montagne à Paris, Béatrice de Andia, Jean-Philipe Dumas, François Gasnault, Action Artistique de la Ville de Paris, 1999
- Paris et ses théâtres, architecture et décor, Béatrice de Andia et Géraldine Rideau, Action Artistique de la Ville de Paris, 238 p. 1998
- La Rue du Faubourg Saint-Honoré, Béatrice de Andia et Dominique Fernandès, Action Artistique de la Ville de Paris, 1997
- Bagatelle dans ses jardins. Collection Paris et son patrimoine: Les monuments parisiens. Martine Constans, Béatrice de Andia, Bagatelle (Museum), Action artistique de la ville de Paris, 222 p. 1997
- Le XVIe, Chaillot Passy Auteuil: métamorphose des trois villages, Béatrice de Andia, Action Artistique de la Ville de Paris, 1997
- Églises parisiennes du s. XXe. Architecture et décor, Béatrice de Andia et Gilles-Antoine Langlois, Action Artistique de la Ville de Paris, 1997
- Du Châtelet à Beaubourg, 15 siècles d'histoire, Béatrice de Andia, Joëlle Jezierski et Michel Le Moël, Action Artistique de la Ville de Paris, 195 p. 1997
- L'île Saint-Louis, Béatrice de Andia et Nicolas Courtin, Action Artistique de la Ville de Paris, 1997
- XIIIe arrondissement: une ville dans Paris, Jean Anckaert, Béatrice de Andia et Gille-Antoine Langlois, Action Artistique de la Ville de Paris, 1997
- Paris et ses fontaines: de la Renaissance à nos jours. Collection Paris et son patrimoine. Dominique Massounie, Béatrice de Andia, Daniel Rabreau. Editor Délégation à l'action artistique de la ville de Paris, 318 p. 1995
- Paris à vol d'oiseau. Collection Paris et son patrimoine. Michel Le Moël, Béatrice de Andia, Délégation à l'action artistique de la ville de Paris, Archives nationales (France) 150 p. 1995
- 13e arrt: une ville dans Paris. Gilles-Antoine Langlois, Béatrice de Andia, Jean Anckaert, Délégation à l'action artistique de la ville de Paris. 251 p. 1993
- Cent jardins à Paris et en Île-de-France, Béatrice de Andia, Ernest de Ganay, Gabrielle Jourdiou et Pierre Wittmer, Délégation à l'Action Artistique de la Ville de Paris, 1992
- La Rue des Francs-Bourgeois, Béatrice de Andia, Action Artistique de la Ville de Paris, 1992
- De la rue des Colonnes à la rue de Rivoli, de Szambien Werner, prefacio de Béatrice de Andia, Action Artistique de la Ville de Paris, 1992
- Les Tuileries au s. XVIIIe, Béatrice de Andia, Geneviève Bresc-Bautier, Mathieu Couty y Emmanuel Jacquin,  Action Artistique de la Ville de Paris, 1990
- Les Saints Innocents. Colectiva: bajo la dirección de M. Fleury & G.-M. Leproux. Coordinación: Béatrice de Andia. Librería: Okmhistoire. 200 p. 150 ils. ISBN 2905118318, ISBN 2-905118-31-8 1990
- Louis XVII. Florence Gétreau, Jacques Charles, Béatrice de Andia, Délégation à l'action artistique de la ville de Paris. Editor Délégation à l'action artistique de la ville de Paris, 254 p. 1988
- Charles Lacoste: 60 ans de Peinture entre Symbolisme et Naturalisme, Béatrice de Andia, Frédéric Chapey y Jacques Fouquart, Action Artistique de la Ville de Paris, 1985
- Georges Duhamel (1884-1966), Béatrice de Andia, Les Ateliers d'Art Contemporains, 1984
- Les porcelaines parisiennes de 1770 à 1870, Délégation à l'Action Artistique de la Ville de Paris, 1983
- Dessins de Canova du musée Bassano - catálogo de exposición de la Alcaldía del IVe arrondissement 25 de mayo - 10 julio de 1983, Béatrice de Andia et Gérard Hubert, Action Artistique de la Ville de Paris, 1983
- La sauvegarde des villes d'art. Régime juridique et fiscal, Béatrice de Andia, chez l'auteur, 1976